# Nassella meyeri
Nassella meyeri är en gräsart som beskrevs av Maria Amelia Torres. Nassella meyeri ingår i släktet nassellor, och familjen gräs. Inga underarter finns listade i Catalogue of Life.